# Meridiano 159 E
O meridiano 159 E é um meridiano que, partindo do Polo Norte, atravessa o Oceano Ártico, Ásia, Oceano Pacífico, Australásia, Oceano Antártico, Antártida e chega ao Polo Sul. Forma um círculo máximo com o Meridiano 21 W.
Começando no Polo Norte, o meridiano 159º Este tem os seguintes cruzamentos:
| País, território ou mar  | Notas                                                                                             |
| ------------------------ | ------------------------------------------------------------------------------------------------- |
| Oceano Ártico            |                                                                                                   |
| Mar Siberiano Oriental   |                                                                                                   |
| Rússia                   | Iacútia Okrug Autónomo de Chukotka Oblast de Magadan Okrug Autónomo de Chukotka Oblast de Magadan |
| Mar de Okhotsk           | Golfo de Shelikhov                                                                                |
| Rússia                   | Krai de Kamchatka - Península de Kamchatka                                                        |
| Oceano Pacífico          |                                                                                                   |
| Ilhas Salomão            | Ilha de Santa Isabel                                                                              |
| Estreito de Nova Geórgia | Passa a oeste das Ilhas Russell, Ilhas Salomão                                                    |
| Mar de Salomão           |                                                                                                   |
| Mar de Coral             | Passa a leste das Ilhas Chesterfield, Nova Caledônia                                              |
| Oceano Pacífico          | Passa a oeste da ilha Lord Howe, Austrália · Passa a leste da Ilha Macquarie, Austrália           |
| Oceano Antártico         |                                                                                                   |
| Antártida                | Território Antártico Australiano, reivindicado pela Austrália                                     |